# Den sanna grekisk-ortodoxa kyrkan
Den sanna grekisk-ortodoxa kyrkan (grekiska: Εκκλησία Γνησίων Ορθοδόξων Χριστιανών Ελλάδος/Ekklesia Gnesion Orthodoxon Christianon Ellados) är en östlig ortodox kristen kyrka som 1924 bröt med den grekisk-ortodoxa kyrkan sedan denna infört den reviderade gregorianska kalendern.
Den heliga oppositionssynoden anser att avskaffandet av den julianska kalendern var okanoniskt och främmande för ortodox tro.

## Synoden
Synoden är organiserad i sex stift:
- Metropolia Oropos och Fili (Grekland)
- Ärkestiftet Etna (USA)
- Stiftet Sydney och New South Wales (Australien)
- Stiftet Nora (Italien)
- Stiftet Lounes (Italien)
- Stiftet Alania (Sydossetien)

Direkt under synodens ordförande finns tre missionsprovinser:
1. Europa
- Sverige (biskop Johannes Deurloo)
- Italien
- Slovakien
- Tjeckien
- Storbritannien

2. Transkaukasus
- Georgien
- Singapore

3. Afrika
- Kenya
- Demokratiska republiken Kongo (f.d. Zaire)
- Republiken Kongo
- Uganda
- Sydafrika